# 김영선 (1960년 5월)
김영선(金榮善, 1960년 5월 6일~2015년 10월 12일)은 대한민국의 제6·7대 서울특별시 중구의원이었다.

## 학력
- 초당대학 기업경영학과 전문학사 졸업
- 한국방송통신대학교 행정학과 학사 졸업

### 비학위 수료
- 2012~2014 동국대학교 언론정보대학원 신문방송학과 언론학 석사 졸업

## 경력
- 1996~2010 대건피혁 대표
- 1997 참여연대 회원
- 2005~2011 민주당 중앙당 대외협력위원회 부위원장
- 2006~2011 민주당 서울시당 중구 지방자치위원회 위원장
- 2010. 7.~2014. 6. 제6대 서울특별시 중구의회 의원
- 2012. 7.~2014. 6. 제6대 서울특별시 중구의회 후반기 행정보건위원회 위원장
- 2014. 7.~2015. 10. 제7대 서울특별시 중구의회 의원
- 2014. 7.~2015. 10. 제7대 서울특별시 중구의회 전반기 의장

## 수상
- 2012 대통령 표창

## 역대 선거 결과
|  | 7.95% |

|  | 34.85% |

|  | 45.32% |